# Alien 2 - Sulla Terra
Alien 2 - Sulla Terra è un film del 1980 co-scritto, diretto (con lo pseudonimo di Sam Cromwell), co-effetti speciali (con lo pseudonimo di Donald Patterly) e co-interpretato da Ciro Ippolito.
Tra gli interpreti figurano Belinda Mayne, Mark Bodin, Judy Perrin e Michele Soavi, accreditato come Mychael Shaw. Il film è stato distribuito nel circuito cinematografico italiano l'11 aprile 1980.
Narra la storia di una speleologa dotata di percezioni extrasensoriali che scopre delle uova aliene giunte dallo spazio durante il rientro di una missione spaziale. Da queste uova nasceranno delle terribili creature che provocheranno l'estinzione della razza umana.
Il film è un falso sequel italiano di Alien, film del 1979 diretto da Ridley Scott, con il quale la trama non ha nulla a che vedere eccetto per l'idea centrale delle uova aliene. I produttori di Alien tentarono in vari modi di boicottarne la distribuzione denunciando inutilmente il regista; il film venne accolto da recensioni quasi interamente negative sia in Italia sia negli Stati Uniti a causa dello scarso budget che determinò un risultato scadente e per lo sfruttamento indebito della fama di un film famoso.

## Trama
Stati Uniti: l'intero paese attende con ansia l'arrivo di due astronauti a bordo di una navicella spaziale che atterrerà al largo delle coste orientali. Intanto negli studi di un'emittente televisiva di San Diego (California), mentre si attende di trasmettere in diretta l'ammaraggio, un giornalista intervista Thelma, una giovane speleologa reduce da un'esplorazione e in procinto di condurne un'altra. La ragazza durante l'intervista subisce una crisi, avvertendo un pericolo imminente. Il direttore dell'emittente è costretto a chiudere il collegamento e trasmette le immagini in diretta della navicella spaziale. Thelma decide subito di telefonare al suo psichiatra, dato che in passato aveva già avuto delle crisi simili, essendo dotata di forti percezioni telepatiche. Dopo averla incontrata, lo psichiatra riesce a tranquillizzarla.
Thelma e il suo ragazzo Roy si incontrano con gli altri speleologi del loro gruppo in una sala da bowling, quindi si avviano verso il luogo della prossima spedizione. Durante una sosta, Burth scende dall'auto per comprare delle candele e Thelma decide di fare una passeggiata verso una spiaggia vicina. Mentre Roy la sta raggiungendo lei subisce un'altra crisi. Intanto cominciano a comparire nella zona vicino all'ammaraggio della navetta delle rocce bluastre pulsanti. Una bambina nella spiaggia ne raccoglie una e quando sua madre riesce a trovarla scopre che qualcosa le ha ridotto a brandelli il viso. Mentre si avviano in auto verso la grotta, gli speleologi sentono alla radio che le autorità non hanno trovato alcun superstite dell'equipaggio all'interno del velivolo. Arrivati nelle vicinanze alla grotta, il gruppo fa una sosta presso un emporio per cambiarsi e fare rifornimenti; Burth raccoglie un frammento di roccia bluastra e lo regala a Thelma.

Una delle uova aliene

Il gruppo di speleologi inizia la discesa tra i profondi cunicoli delle grotte, portandosi sempre più verso l'interno. La mattina dopo, mentre Thelma e Jill iniziano l'esplorazione, Jill nota che all'interno della borsa di Thelma la pietra ha cominciato a pulsare; la raccoglie e improvvisamente viene attaccata da una mostruosa creatura. Thelma corre subito a chiedere aiuto agli altri amici e riferisce loro che il volto di Jill è sfigurato. Immediatamente Roy ordina di raggiungere Jill con una barella. Appena la trovano scoprono che il suo viso è intatto e che la ragazza è solamente svenuta. Ron fa scendere la barella e Jill vi viene caricata. Mentre uno alla volta incominciano a risalire, improvvisamente dal volto di Jill fuoriesce una creatura aliena, che attacca Ron e lo decapita. Gli speleologi fuggono e dopo che Burth riesce a recuperare i sonar si dividono: Burth e Maurine si dirigono verso una grotta, Roy e Thelma verso un fiume sotterraneo mentre Cliff e Bill verso nord.
Roy, Thelma, Cliff e Bill si incontrano, mentre Burth e Maurine si dividono per cercare un passaggio. Maurine cade in trappola dell'alieno, che attacca anche Burth mentre tenta di salvarla. Intanto i quattro sopravvissuti continuano a cercare una via d'uscita e Roy cade ferendosi a una gamba. Thelma e Bill rimangono vicino a Roy, mentre Cliff si allontana per trovare Burth e Maurine. Thelma e Cliff si tengono in collegamento tramite un walkie-talkie, ma improvvisamente il collegamento si interrompe e Thelma tramite i suoi poteri telepatici cerca di guidarlo verso un luogo più sicuro. Proprio mentre riesce a mettersi in contatto con lui, l'alieno lo attacca e lo uccide. I tre ragazzi riprendono a camminare, ma all'improvviso si trovano davanti a Cliff e così Thelma capisce che l'alieno prende possesso dei corpi umani per ottenerne calore e sviluppare fisicamente la sua forma. Thelma tenta di confrontarsi telepaticamente con la creatura, ma all'improvviso l'alieno fa esplodere la testa di Cliff e attacca Bill uccidendolo.
Gli ultimi due sopravvissuti, Roy e Thelma, riescono a fuggire giungendo in superficie e tentano di ritornare in città in auto. Mentre sono in viaggio, raggiungono una macchina della polizia, ma la trovano vuota. Roy tenta inutilmente di comunicare con la radio. Cercano aiuto nell'emporio, ma anche lì non trovano più nessuno. Quando tornano in città, i due si accorgono che è ormai deserta ed entrano nella sala da bowling per cercare qualche superstite. Mentre Roy cerca degli amici viene attaccato dall'alieno, che tenta di uccidere anche Thelma. Rimasta sola, Thelma invoca aiuto, ma alla fine comprende che l'alieno non era giunto sulla Terra da solo e che i suoi simili hanno sterminato l'intera popolazione.

## Produzione

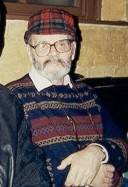
Ippolito ha preso spunto dal regista Lucio Fulci (nella foto) per realizzare Alien 2.

Visto il grande successo ottenuto dal film Alien di Ridley Scott, Ciro Ippolito decise di sfruttarne la fama e realizzarne un seguito apocrifo. L'idea di produrre un seguito della pellicola venne a Ippolito durante una pausa dal montaggio di uno dei suoi film napoletani, genere che oramai non gli interessava più. Ippolito insieme al montatore Carlo Broglio vide al cinema Adriano di Roma la proiezione di Alien. Concluso il film, in Piazza Cavour i due notarono un enorme poster che pubblicizzava Zombi 2 di Lucio Fulci. Da quel momento Ippolito decise di realizzare Alien 2 e di ambientarlo non nelle profondità spaziali (come invece Scott aveva fatto) bensì in quelle terrestri.
Dopo aver preso accordi con il produttore Angiolo Stella, Ippolito annunciò il titolo del film sulla rivista Variety, sebbene allora non avesse ancora una storia definitiva. Al giornale arrivarono numerose richieste di informazioni per la realizzazione del film, e Stella e Ippolito presero accordi con due distributori per l'estero che accettarono di finanziare il lungometraggio in qualità di co-produttori. Dopo avere siglato un accordo con Stella e Ippolito, i co-produttori consegnarono loro 400 milioni di lire, che i due italiani impiegarono tuttavia in massima parte per andare in vacanza a Cannes con due amiche, comperarsi due auto sportive e altri beni di lusso. Durante la pre-produzione Ippolito chiamò uno sceneggiatore, e insieme decisero di ambientare il film sotto terra, nel mondo della speleologia. A questo punto era assolutamente necessario trovare delle location, che fossero gratuitamente disponibili, ove girare le scene. Avendo visto in televisione un documentario sulle Grotte di Frasassi e avendo deciso che le spelonche sarebbero state l'ambiente ideale per il film, Ippolito si recò in Jugoslavia ove visitò alcune aree famose per le caverne, ma la scelta definitiva cadde sulle Grotte di Castellana in Puglia.

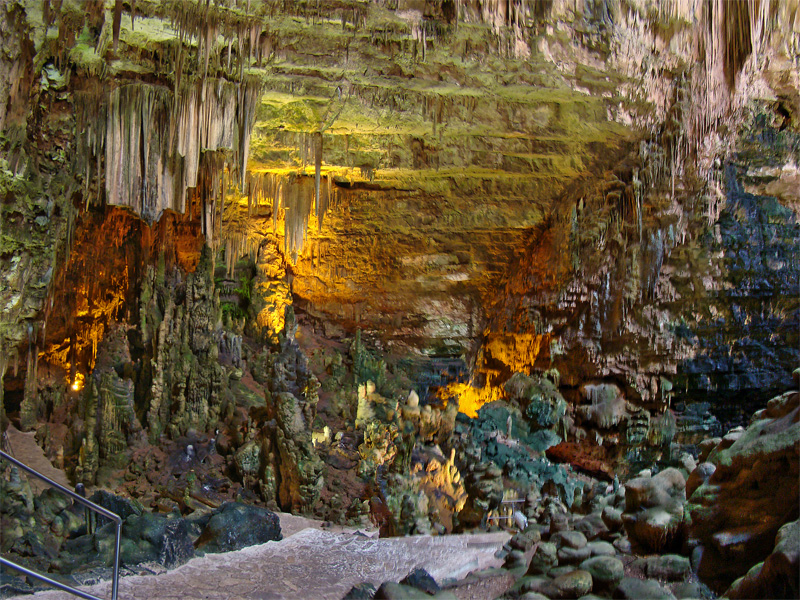
Una veduta delle Grotte di Castellana, in cui sono avvenute parte delle riprese del film.

Ippolito prese quindi un dépliant delle grotte pugliesi, realizzò alcuni ingrandimenti delle foto e le mostrò ai produttori, facendo intendere loro che si trattasse di scenografie cinematografiche appositamente allestite in teatri di posa grazie ai soldi investiti nella realizzazione del lungometraggio.
Dopo avere trovato un cast, la regia fu affidata a Biagio Proietti, che però dopo una settimana e varie incomprensioni venne estromesso dal progetto. Ippolito propose dunque il film a Mario Bava, che però era già impegnato con un altro film e consigliò a Ippolito di assumere lui stesso la direzione di Alien 2. Ippolito sostituì Proietti pochi giorni dopo, sotto lo pseudonimo di Sam Cromwell, e ciò segnò il suo debutto alla regia.
Tutte le scene sotterranee ebbero come unico set le Grotte di Castellana in provincia di Bari. Le riprese durarono circa tre settimane e, oltre che nelle Grotte, si girò a Roma negli studi di Cinecittà e in California tra Los Angeles, San Diego (Mission Beach, Coronado) e il confine con il Messico.
Bava aveva suggerito a Ippolito di utilizzare della trippa come sistema economico per realizzare la creatura aliena. Alle prese con i problemi di budget, all'inizio delle riprese Ippolito incaricò un attrezzista di nome Bombardone di andare a comprare la trippa, posizionandola poi intorno all'obiettivo al fine di creare l'illusione che la cinepresa fosse l'occhio del mostro. Per rendere l'effetto realistico, la carne veniva fatta tremolare come fosse effettivamente parte di un organismo vivente grazie a delle pompe mediche. Così facendo venne creata la "soggettiva" del mostro.
Gli effetti speciali furono realizzati in una cantina di Roma dove però, a causa delle innumerevoli urla sia maschili sia femminili che si udivano e del forte odore di carne putrida che fuoriusciva dallo scantinato, i coinquilini chiamarono la polizia, che arrestò tutta la troupe cinematografica per sospetto di omicidio e occultamento di cadavere. Gli effetti sonori del mostro vennero realizzati mischiando un rantolo e una registrazione audio del tecnico di scena Alberto Tinebra mentre russava.

## Colonna sonora
La colonna sonora del film venne composta dai musicisti Guido e Maurizio De Angelis e firmata con il nome del loro gruppo Oliver Onions. La colonna sonora è rimasta inedita.

## Promozione
(Tagline pubblicitario del film)

## Distribuzione

### Date di uscita
Le date di uscita internazionali nel corso degli anni ottanta sono state:
- 11 aprile 1980 in Italia
- 24 agosto 1980 in Spagna (Alien 2 - Sobre la tierra)
- 19 settembre 1980 in Grecia (Αλιεν 2 - Το Τερας Στη Γη!)
- 2 aprile 1981 in Portogallo (Alien Volta a Atacar)
- 23 luglio 1981 nei Paesi Bassi (Alien 2)
- 25 novembre 1981 in Francia (Le monstre attaque)
- 7 dicembre 1981 in Canada (Alien 2)
- 19 marzo 1982 nella Repubblica Federale Tedesca (Alien, die Saat des Grauens kehrt zurück)
- 14 giugno 1982 in Russia (Чужой 2: На Земле)
- 16 dicembre 1982 in Colombia (Alien 2 Llega a la tierra)

La proiezione in anteprima negli Stati Uniti fu realizzata presso il Grauman's Chinese Theatre di Hollywood. Negli USA venne distribuito nei cinema in versione limitata dalla compagnia "Cinema Shares International Distribution". La compagnia, che distribuì anche altri noti film di serie B, come L'uomo puma, Visitors - I nuovi extraterrestri e Shark - Rosso nell'oceano non è più attiva. Sempre negli USA, il film, dopo una breve apparizione nei cinema è stato ufficialmente distribuito nel 2011 a causa di alcune contese legali. Anche se era in corso un procedimento penale, delle copie bootleg vennero rese disponibili con i titoli Alien 2: on Earth, Alien Terror e Strangers.

### Divieti
Il film fu approvato dalla censura italiana il 2 aprile 1980, con il visto n. 75007. Il film venne vietato ai minori di 16 anni in Francia, ai minori di 18 anni in Germania Ovest e Regno Unito e ai minori di 17 anni non accompagnati negli Stati Uniti (Rating R). A Singapore invece il film è stato vietato ai minori di 16 anni non accompagnati.

### Edizioni home video
La VHS del film venne distribuita in Italia nel 1980 dalla GVR e dalla MVP. Il film è stato acquistato nel 1985 dal circuito televisivo Euro TV. Successivamente è stato trasmesso in prima visione sul canale T.R.E., di proprietà del gruppo, l'8 novembre del 1985 in prima serata, infine è stato riproposto su alcune reti private e locali. La versione italiana del DVD è stata distribuita da Rai Cinema e 01 Distribution il 3 agosto 2015.
Negli Stati Uniti invece, dopo esser circolato in versione bootleg con il titolo Alien Terror, circa trenta anni dopo il film è stato trasferito dal negativo originale in 35 millimetri e pubblicato ufficialmente in DVD con il titolo Alien 2: On Earth. Il film è stato distribuito dalla Midnight Legacy il 22 marzo 2011, sia in versione DVD che Blu-ray. La versione Blu-ray, edizione limitata di 30 000 copie, presenta alcuni contenuti speciali: il rarissimo trailer della VHS olandese e alcuni outtake trasferiti dal negativo B-roll in alta definizione. La risoluzione video è di 1080p mentre l'audio DTS-HD è il Master Audio 2.0.

## Accoglienza

### Incassi
Il film ebbe un certo successo nel mondo, riuscendo anche a recuperare i costi di produzione (largamente spesi da Broglio e Ippolito per la vacanza a Cannes), che si aggiravano intorno ai 400 milioni di lire. In Italia il film incassò invece circa 148 milioni di lire, senza riuscire a inserirsi nella classifica dei 100 maggiori incassi della stagione 1980/1981. Il film venne distribuito anche in Spagna, dove attirò 211.000 spettatori e guadagnò 32.433,124 pesete.

### Critica

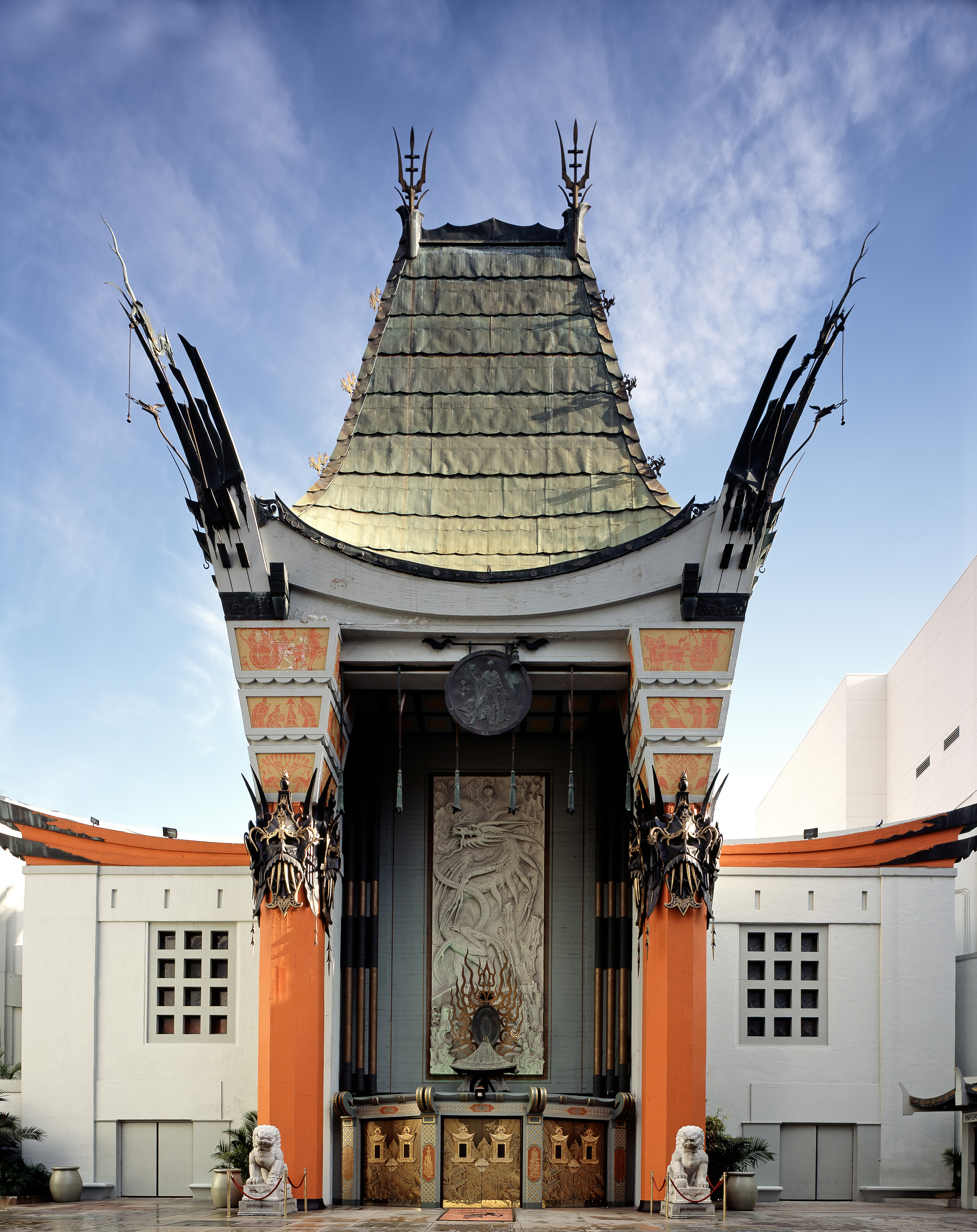
Il Grauman's Chinese Theatre ha ospitato l'anteprima americana del film.

Il film è stato accolto in vario modo dai siti di film che trattano il genere dei B-movie, mentre i critici professionisti italiani hanno assegnato al film giudizi negativi. Anche negli Stati Uniti, dopo l'uscita del Blu-ray, i critici hanno giudicato il film mediocre.
Achille Valdata sul quotidiano La Stampa nel 1980 scrisse sul film che «Ne è derivato un prodotto non troppo ibrido, dove il riferimento a certi dettagli del precedente Alien di Ridley Scott appare molto superficiale.» e che «il film rispetta, applicandole ripetutamente, le orripilanti regole del fanta-horror.» Maurizio Porro del Corriere della Sera lo criticò maggiormente sostenendo che « [...] il fanta-horror è ingenuo e scalcinato, soprattutto sfiora la parodia nella sceneggiatura [...] ed è assolutamente insufficiente per quanto riguarda le prestazioni degli attori.». Mentre recensiva il successivo film di Ippolito Arrapaho, un giornalista de la Repubblica ha ricordato Alien 2 come una sgangherata rappresentazione di fantascienza. Marcello Garofalo in un articolo della rivista Ciak ha inserito il film nella classifica "I 100 film più dementi della storia".
Rudy Salvagnini nel suo Dizionario dei film horror ha assegnato al film una stella su cinque e l'ha descritto monotono con gli alieni che « [...] non incutono nessun timore», poi ha terminato la recensione con la frase «Povero di mezzi e di idee, noioso.». Sia il "Farinotti" che il "Fantafilm" hanno assegnato al film una stella su cinque. Il sito "Film.tv" ha scritto che «L'originale spunto narrativo è bruciato da una messinscena sciatta e piena di colpi bassi.» e ha aggiunto che «Ovviamente il film non c'entra niente con la serie "Alien": è un plagio [..]». Infine ha assegnato al film una stella su cinque ma ha apprezzato la tensione (tre stelle su cinque) e criticato il ritmo (una stella su cinque).
Roberto Chiavini, Gian Filippo Pizzo e Michele Tetro scrissero nel loro libro Il grande cinema di fantascienza: «Assolutamente da dimenticare [...] , autentico trash movie dagli effetti speciali pessimi.». Gianni Canova nella sua Enciclopedia del cinema lo chiamò «truce» film di fantascienza. Nella rivista Segnocinema il film venne accolto male e il giornalista scrisse che «quando l'autarchia della SF [science fiction] espone tali miserie, il cinema è crudeltà».

## Casi mediatici

### Alien
Una volta terminato, il film è stato distribuito nel mondo con sostanziali variazioni del titolo, dal momento che la 20th Century Fox intraprese un'azione legale in ogni paese in cui il film veniva proiettato e ne intraprese una anche contro il regista per dieci milioni di dollari.
Ippolito allora propose ai distributori esteri di inserire nei contratti con i vari esercenti la possibilità di cambiare o mantenere il titolo Alien 2, ma, in caso di processo, avrebbero pagato loro la causa. Inoltre un avvocato britannico trovò un romanzo degli anni trenta intitolato Alien, cosa che permise di utilizzare il titolo in quanto non inventato da Scott. Alla fine la causa fu vinta dal regista italiano in quanto la parola "Alien" non era soggetta a copyright.
Prima di intraprendere l'azione legale nei confronti del film, la Fox chiese a Ippolito, mentre la pellicola stava per essere terminata, di vendergli i diritti per poterlo distruggere evitandone così la distribuzione nei cinema.

### The Descent
Nel 2006, mentre presentava Alien 2 - Sulla Terra al "Joe D'Amato Horror Fest", Ippolito incontrò un fan che gli suggerì similitudini tra la sua opera e il film The Descent - Discesa nelle tenebre. Successivamente a Venezia, il regista Neil Marshall dichiarò di essersi ispirato ai film horror italiani del passato, ma Ippolito decise ugualmente di intentargli causa, anche se durante un'intervista dichiarò «Se mi avessero chiesto i diritti io glieli avrei dati».

## Sequel
Dopo l'uscita del film, circolò brevemente l'idea di realizzare un sequel dal titolo Alien 3, per la regia di Bruno Mattei e con effetti speciali realizzati da Francesco e Gaetano Paolocci. La casa produttrice si interessò per capire se ci fosse interesse nel mercato, ma dopo un'attenta analisi decise di non proseguire con la realizzazione del film. Anche se il progetto non fu mai realizzato, esiste una locandina di prova.
Nel 2011 è stato distribuito nei cinema Apollo 18, film realizzato in stile mockumentary-found footage. Diretto dallo spagnolo Gozalo Lopez-Gallego, il film è ambientato nello spazio come l'originale Alien di Ridley Scott, ma presenta similitudini col soggetto di Alien 2. Alcuni critici hanno notato che, anche in questo film, rocce bluastre di origine extraterrestre si rivelano essere forme di vita aliene che contaminano organismi umani.